# Adele Berger

Adele Berger

Adele Berger (* 9. April 1866 in Wien, Österreich-Ungarn; † 18. Februar 1900 in Meran, Österreich-Ungarn) war eine österreichische Schriftstellerin, die vor allem als Übersetzerin tätig wurde.

## Leben
Berger kam 1866 in Wien zur Welt. Im Jahr 1890 veröffentlichte sie das Lustspiel Brennende Briefe, frei bearbeitet aus dem Russischen, das im kaiserlich-königlichen Hoftheater aufgeführt wurde. Auch ihre Lustspielbearbeitung Glück lacht nur einmal kam 1891 im Hoftheater zur Aufführung. Neben ihrer Übersetzertätigkeit – unter anderem erschienen aus dem Englischen übertragene Werke – war Berger auch als Feuilletonistin für verschiedene Zeitschriften, darunter den Pester Lloyd und die Neue Freie Presse, tätig. Sie verstarb im Alter von nur 33 Jahren in Meran.

## Werke
- Brennende Briefe. Lustspiel, frei nach dem Russischen des Suedic. Internationaler Verl. u. Vertrieb dramat. u. dramat.-musikalischer Werke, Berlin 1890.

## Übersetzungen
- 1890: Ohne Liebe. Roman in 2 Bänden. Von Fürst Galitzin (Dmitrij Petrovič Golicyn). Engelhorn, Stuttgart 1890.
- 1891: Du sollst nicht töten: Erwiderung auf Tolstoi's Kreutzersonate. Von Dmitrij Petrovič Golicyn. Steinitz, Berlin 1891.
- 1891: Über das Leben. Von Leo Tolstoi.
- 1894: Patriotismus und Christentum. Von Leo Tolstoi.
- 1894: Meister Motta. Von Giovanni Verga.
- 1895: Absinth (Roman, aus dem Englischen übersetzt).
- 1897: Der König der Schnorrer. Von Israel Zangwill (Humoreske).
- 1897: Kinder des Ghetto. Von Israel Zangwill. (Übersetzung in zwei Bänden).
- 1898: Die Nihilistin. Zeitroman. Von Graf R. Orloffsky-Golowin (Konstantin Fedorovič Golovin). Engelhorn, Stuttgart 1898.
- 1900: Eine schöne Jüdin. Roman von B. L. Farjean.
- Russische Novellen